# Diocèse de Joaçaba

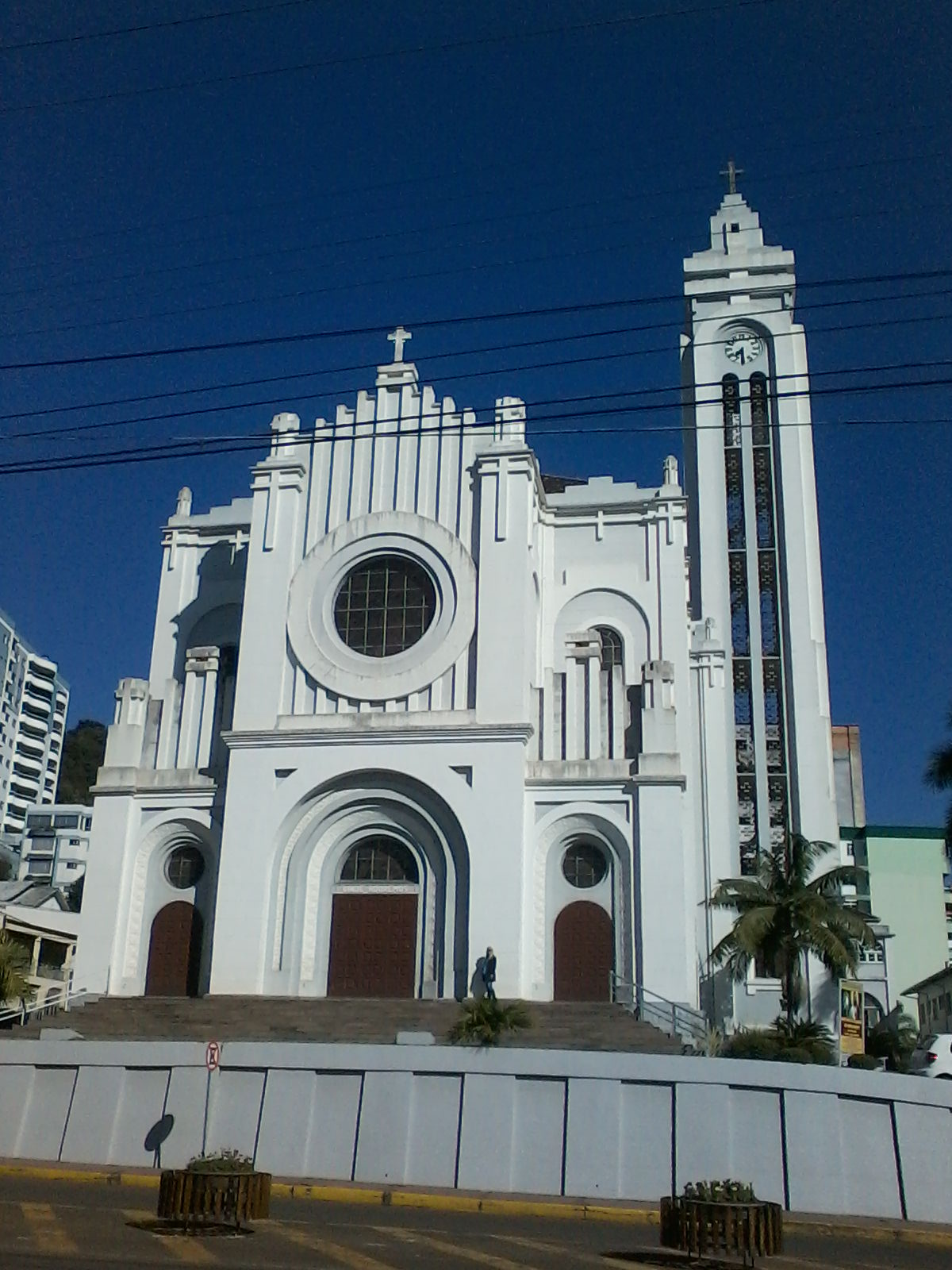
Cathédrale Sainte-Thérèse-de-l'Enfant-Jésus de Joaçaba.

Le diocèse de Joaçaba (en latin, Dioecesis Ioassabensis) est une circonscription ecclésiastique de l'Église catholique au Brésil.
Son siège se situe dans la ville de Joaçaba, dans l'État de Santa Catarina. Créé en 1975, il est suffragant de l'archidiocèse de Florianópolis et s'étend sur 12 202 km2.
Son évêque est depuis 2010 Mgr Mário Marquez, O.F.M.Cap..